# آستون مارتین رپید

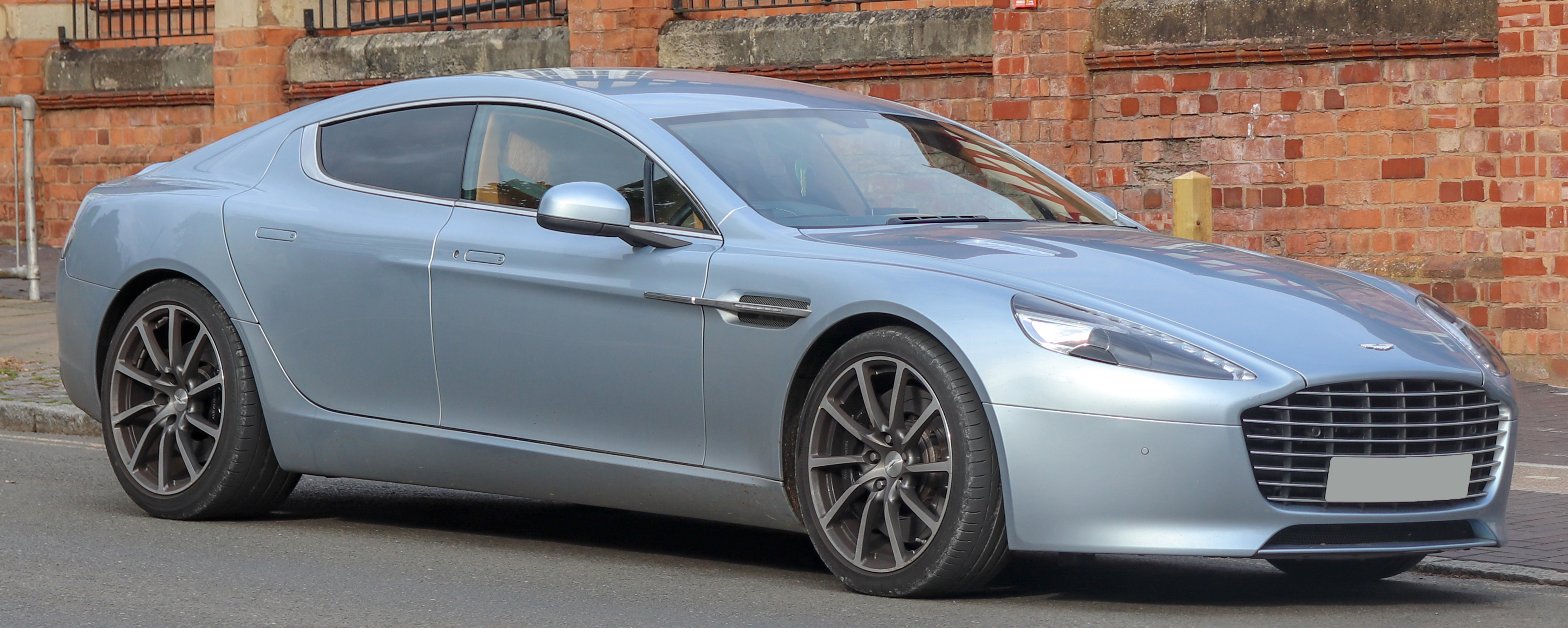

آستون مارتین رپید (Aston Martin Rapide) خودرویی است که در سال‌های ۲۰۱۰–۲۰۲۰ در گراتس و اتریش تولید شده است.
این خودرو در کلاس خودرو GT قرار گرفته، طراحی آن خودروهای موتور جلو-محور عقب بوده است.
آستون مارتین رپید یک خودروی سدان لوکس است که توسط شرکت خودروسازی بریتانیایی آستون مارتین از سال ۲۰۱۰ تا ۲۰۲۰ تولید می‌شد. این اولین خودروی چهار در تولید انبوه این شرکت بود. طراحی اولیه رپید در حدود هفت هفته توسط Marek Reichman تکمیل شد. پس از بیش از چهار ماه توسعه، یک نمونه اولیه ساخته شد و در نمایشگاه بین‌المللی خودروی آمریکای شمالی در سال ۲۰۰۶ به نمایش گذاشته شد. نسخه تولیدی رپید در نمایشگاه بین‌المللی خودروی آلمان در سال ۲۰۰۹ رونمایی شد و تولید آن در ماه مه ۲۰۱۰ در کارخانه Magna Steyr در گراتس، اتریش آغاز شد.
پلتفرم «عمودی/افقی» (VH) که رپید از آن استفاده می‌کند، به‌طور گسترده از آلومینیوم در سراسر بدنه استفاده می‌کند که باعث کاهش وزن خودرو می‌شود. در سال ۲۰۱۲، آستون مارتین به همکاری خود با Magna Steyr پایان داد و تولید را به Gaydon، روستایی در Warwickshire، جایی که سایر خودروهای پلتفرم VH - از جمله DB9، DBS, Vantage و نسل دوم Vanquish - تولید می‌شدند، منتقل کرد. در سال ۲۰۱۵، آستون مارتین شروع به توسعه یک نسخه الکتریکی به نام Rapide E کرد. مدل آماده تولید در سال ۲۰۱۹ رونمایی شد، اما هرگز به تولید انبوه نرسید.